# アデリーペンギン
アデリーペンギン（Pygoscelis adeliae）は、鳥綱ペンギン目ペンギン科アデリーペンギン属に分類される鳥類。中型のペンギン。南極大陸で繁殖するペンギンはこの種とコウテイペンギンのみである。
種名は、1840年に南極に上陸したフランス人探検家デュモン・デュルヴィルの妻・アデリー (Adélie) への献名で、彼が上陸した場所はアデリーランドと名付けられ、そこで発見された本種にもアデリーの名が付けられた。

## 分布
南極大陸周辺
アデリーランドやヴィクトリアランド・ウィルクスランド・マック・ロバートソン・ランド・アデア岬・クロージア岬・ロイズ岬・南極半島（グレアムランド、パーマーランド、ホープ湾）・サウス・シェトランド諸島などで繁殖し、サウス・オークニー諸島やサウス・サンドウィッチ諸島などでも繁殖する。ペンギン類で南極半島より南で繁殖する種は本種（最南でロイズ岬の南緯77度）とコウテイペンギンに限られ、コウテイペンギンのみ本種よりも南方でも繁殖する。

## 形態
眼の周囲は白い。
虹彩は褐色。嘴は黒く、基部は橙色。後肢は白やピンク色で、足裏は黒い。
体長60-70cm、体重5kgほど。羽毛は腹側が白く、頭部と背中側が黒いが、目の周りには白いアイリングがある。足はピンク色をしている。くちばしの根元から先端近くまで羽毛でおおわれているのも特徴で、くちばしが短いように見えるが、口を開けると目の前まで開く。これは南極の厳しい寒さに適応した結果羽毛が無い部分が少なくなったと考えられる。
また、他のペンギンに比べて尾羽が長いが、これはヒゲペンギン、ジェンツーペンギンにも共通する特徴である。ペンギンの分類ではこの3種類をまとめてアデリーペンギン属（Pygoscelis属）として扱う。

## 生態
オキアミ類、魚類などを食べる。食性は地域・年・性別などによって変動があることもある。一例としてメスはオキアミ類を主に食べ、オスはメスと比較すると魚類の比率が大きいとする複数の報告例もある。成鳥や巣立ち後の雛の捕食者としてヒョウアザラシ、卵や雛の捕食者としてオオトウゾクカモメやミズナギドリ類が挙げられる。
非繁殖期は南極大陸の周辺海域で群れを作って生活し、オキアミなどの甲殻類や魚類を捕食する。海での天敵はシャチやヒョウアザラシなどである。近年の地球温暖化の影響を受け、生息数が減少傾向にある。
南極大陸の海岸部および周辺の島々に、大きなコロニーを形成する。なお南極大陸内におもな繁殖地をもつペンギンは、アデリーペンギンとコウテイペンギンのみである。
繁殖地は海岸にほど近い岩場で、夏になると雪が解けて岩石が露出する場所に限られる。スコット探検隊が越冬したロス島には約50万羽からなる巨大なコロニーが存在する他、日本の昭和基地付近にも営巣地がある。
南極の初夏にあたる10月になるとアデリーペンギンが繁殖地に集まり、小石を積み重ねて火山のような形の巣を作る。南極では夏といえども冷たい雨や雪が降り、卵が冷たい雪解け水に浸ると死んでしまう。このため親鳥たちはできるだけ高い巣を作る必要がある。しかし岩が露出する場所は少なく、巣材の小石は貴重品である。よって巣作りの頃には繁殖地のいたる所で小石の奪い合いが発生する。
メスが産卵するとまずはオスが抱卵し、メスは海へ採餌に向かう。ヒナが孵化するまでは約35日間かかるが、途中で一度だけオスとメスが交代する。
ヒナは茶色い産毛に包まれ、3週間から4週間ほどは巣にとどまって両親から給餌を受ける。なお、卵やヒナの天敵は寒さの他にもオオトウゾクカモメやサヤハシチドリ、オオフルマカモメなどがいる。これらの鳥も繁殖期を迎えるため、繁殖地では卵やヒナをめぐる必死の攻防が繰り広げられることとなる。
ヒナが成長すると、ヒナ同士が集まる「クレイシュ」が形成され、親鳥はオスメスとも海へ採餌に向かうようになる。クレイシュにやってきた親鳥は、鳴き声で自分のヒナを判別し給餌を行う。クレイシュは3週間から4週間ほど続く。ヒナが換羽し、成鳥と共に海に入るのは夏の終わりの2月頃である。

## 人間との関係
地球温暖化による影響、観光や研究による攪乱、漁業による餌資源の競合などによる影響が懸念されている。ロス海やロイズ岬・テルアデリーでは研究用の基地を設置したことにより一時的に生息数が減少した例がある。2016年現在は生息数は増加傾向にあるとされるが、これは未確認だった繁殖地が発見されたことによる影響が大きい。1990年代半ばにおける生息数は2,370,000ペア・4,740,000羽と考えられていた。2014年には2006年・2011年の人工衛星による調査から3,790,000ペア（3,520,000 - 4,100,000ペア）・7,580,000羽という推定値が報告されている。

### 日本国内の飼育
1951年、南氷洋で捕鯨を行っていた第二天洋丸が、仕留めたクジラの上に乗っていたアデリーペンギン1羽を捕獲。そのまま船内の冷凍庫で飼育して日本に持ち込んだ。この個体は、1952年に恩賜上野動物園に寄贈されて飼育された。1990年にサウス・シェトランド諸島からアドベンチャーワールドへ60個の卵が輸入され、このうち54個の孵化に成功した。孵化した個体は、1992年に名古屋港水族館に分譲された。1995年に日本では名古屋港水族館が初めて飼育下繁殖に成功した。1996年現在は日本国内でアドベンチャーワールドと名古屋港水族館の2施設で52羽の飼育例がある。

## 画像

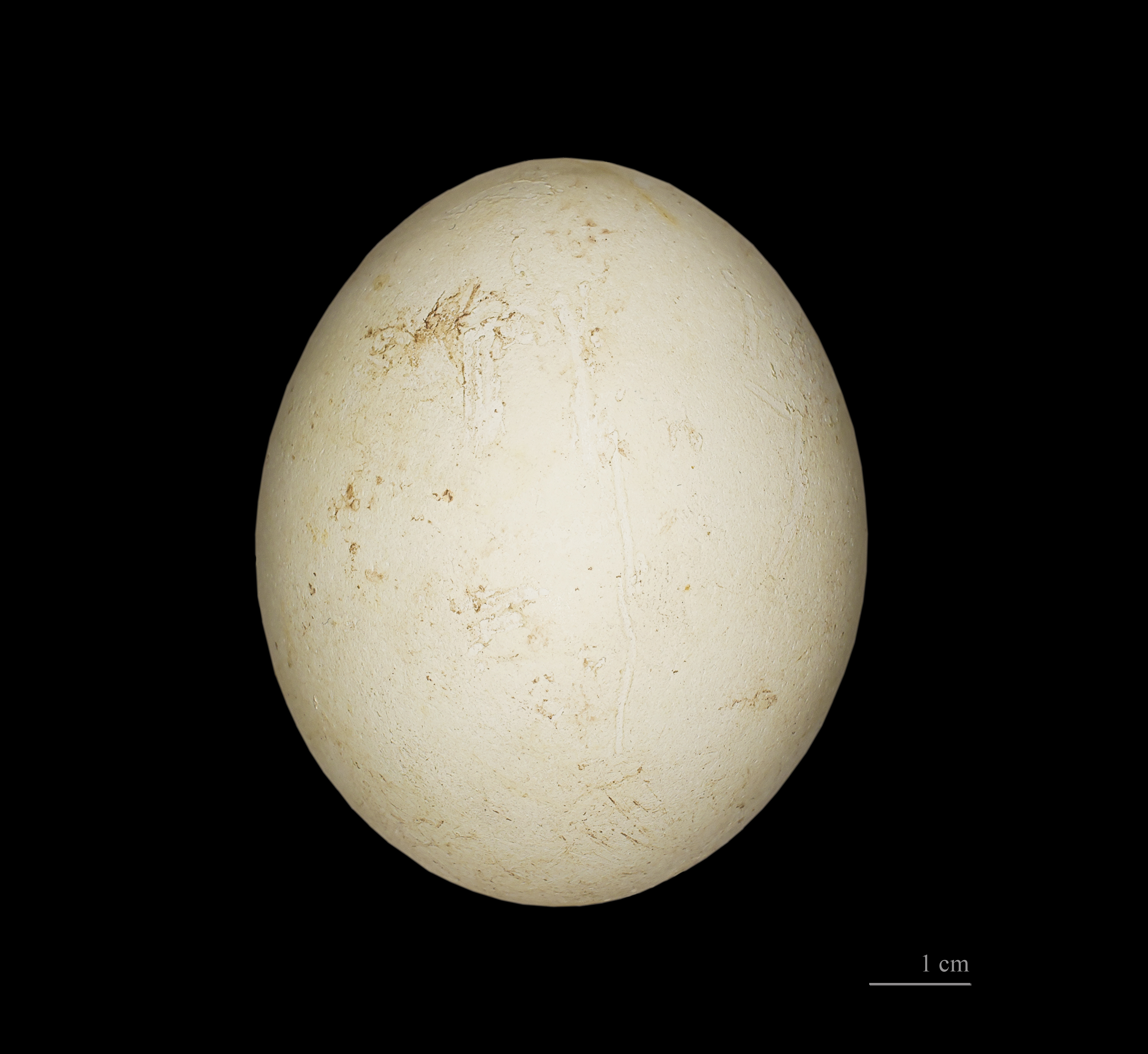
卵
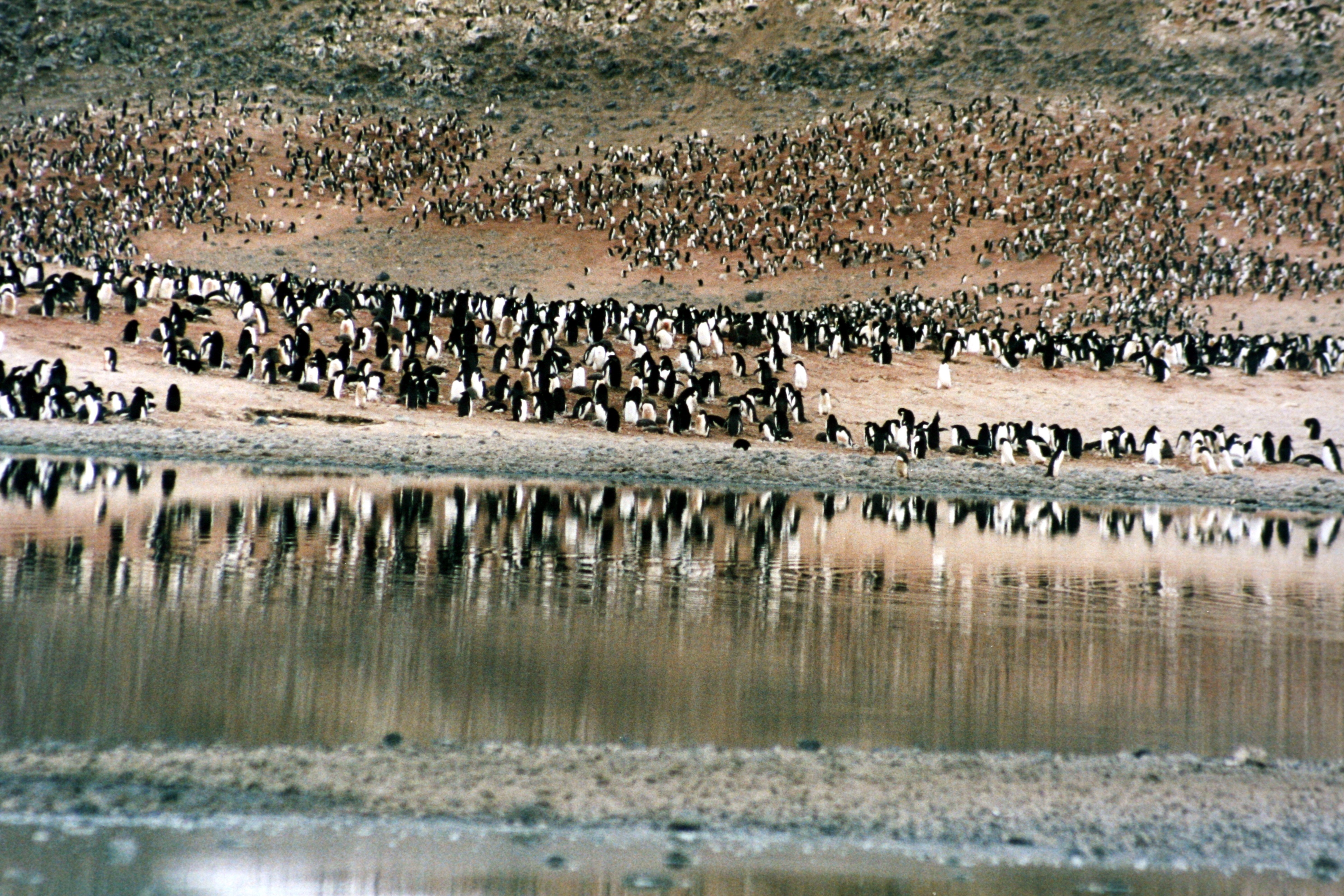
ヴィクトリアランドのコロニー
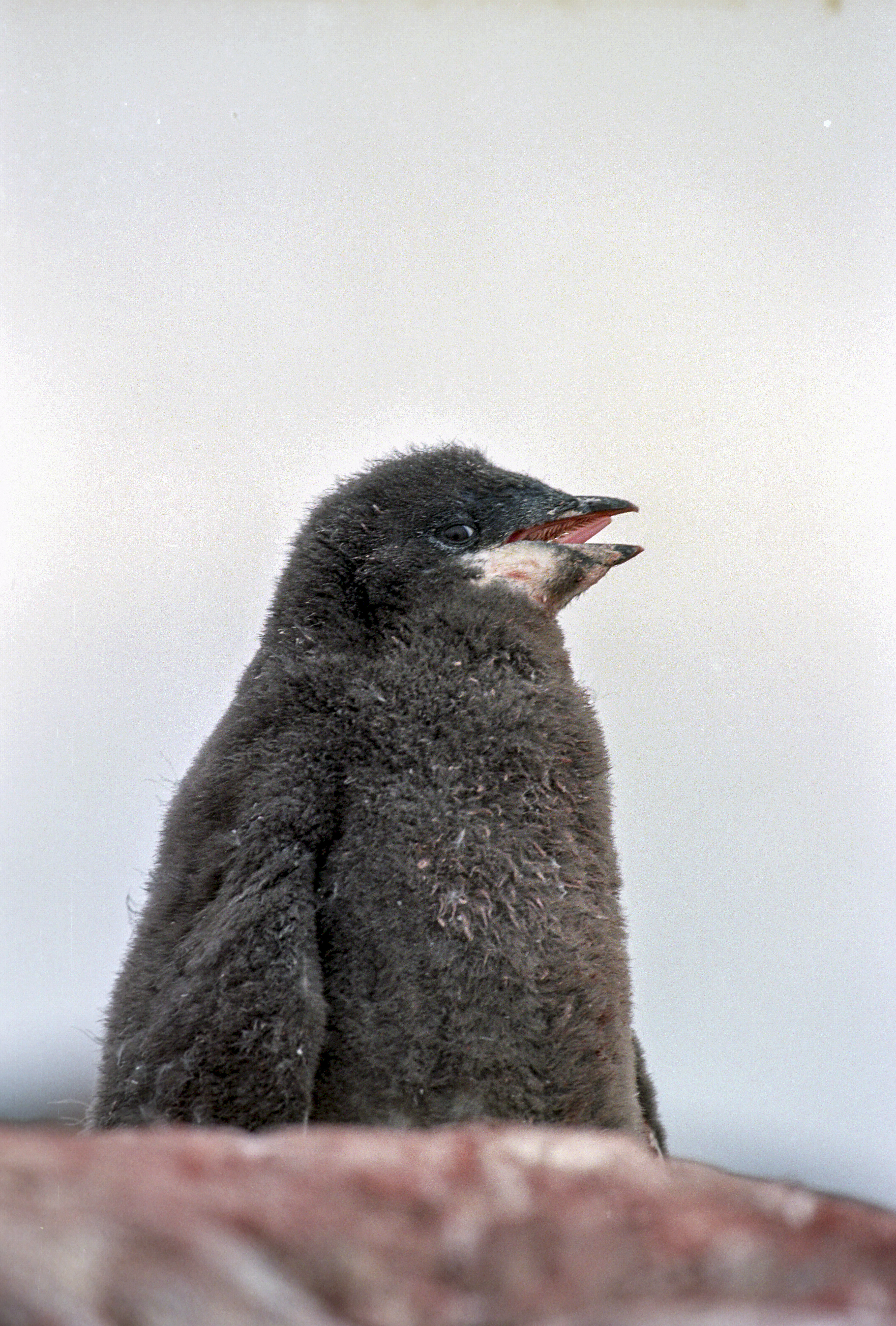
雛
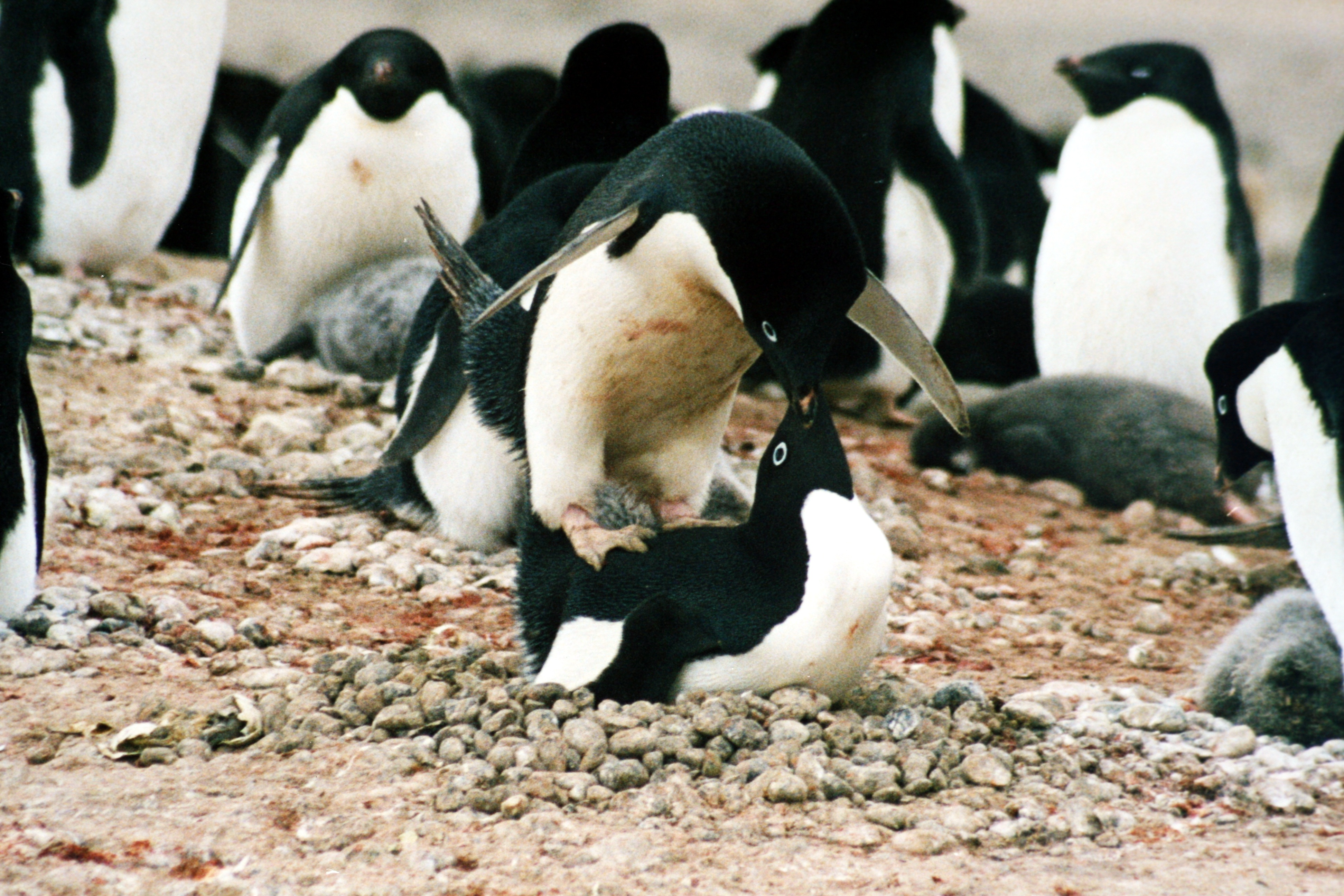
交尾

## みられる水族館

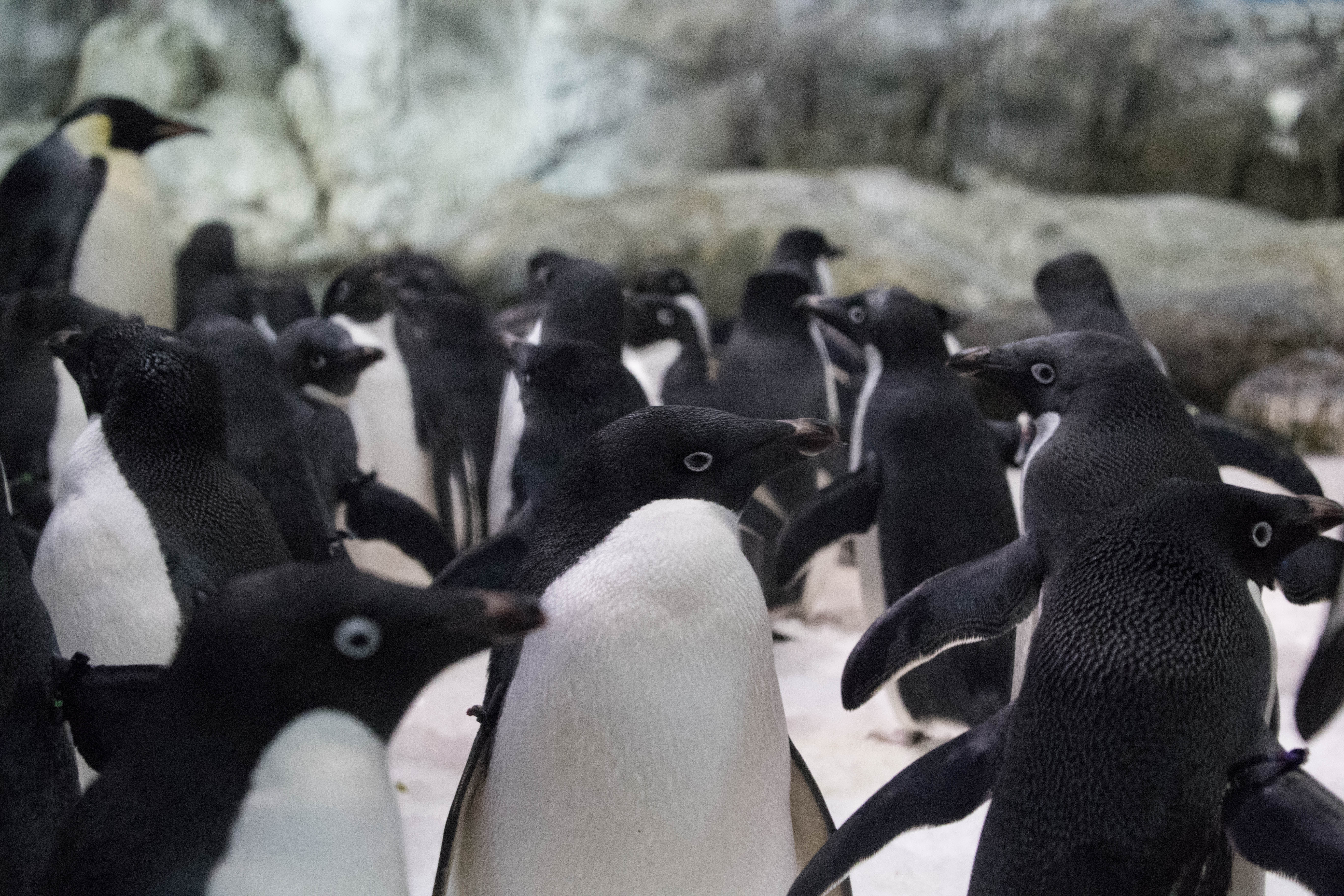
アドベンチャーワールドのアデリーペンギン

- 横浜・八景島シーパラダイス
- 名古屋港水族館
- アドベンチャーワールド
- 海遊館

## アデリーペンギンを主人公とした作品
- テイコウペンギン
- ペンギンズ FROM マダガスカル ザ・ムービー